# Station Kirchdorf (Deister)
Station Kirchdorf (Deister) (Haltepunkt Kirchdorf (Deister)) is een spoorwegstation in de Duitse plaats Kirchdorf, gemeente Barsinghausen in de deelstaat Nedersaksen. Het station ligt aan de spoorlijn Weetzen - Haste en is geopend in 1955.

## Indeling
Het station heeft één zijperron, welke niet zijn overkapt maar voorzien van abri's. Het station heeft een aantal parkeerplaatsen en fietsenstalling. Tevens is er bushalte in de straat Buchenweg. Vlak ten zuidwesten van het station ligt het Deisterbad, een zeer groot overdekt zwembad.

## Verbindingen
Het station is onderdeel van de S-Bahn van Hannover, die wordt geëxploiteerd door DB Regio Nord. De volgende treinseries doen het station Kirchdorf (Deister) aan:
| Serie | Treinsoort             | Route                                                                                                  | Bijzonderheden                     |
| ----- | ---------------------- | --- | ---------------------------------- |
| S1    | S-Bahn (DB Regio Nord) | Minden (Westf) – Haste – Seelze – Hannover Hbf – Weetzen – Kirchdorf (Deister) – Barsinghausen – Haste |                                    |
| S2    | S-Bahn (DB Regio Nord) | Nienburg (Weser) – Seelze – Hannover Hbf – Weetzen – Kirchdorf (Deister) – Barsinghausen – Haste       | Zondags alleen Nienburg - Hannover |